# Flix (Unternehmen)

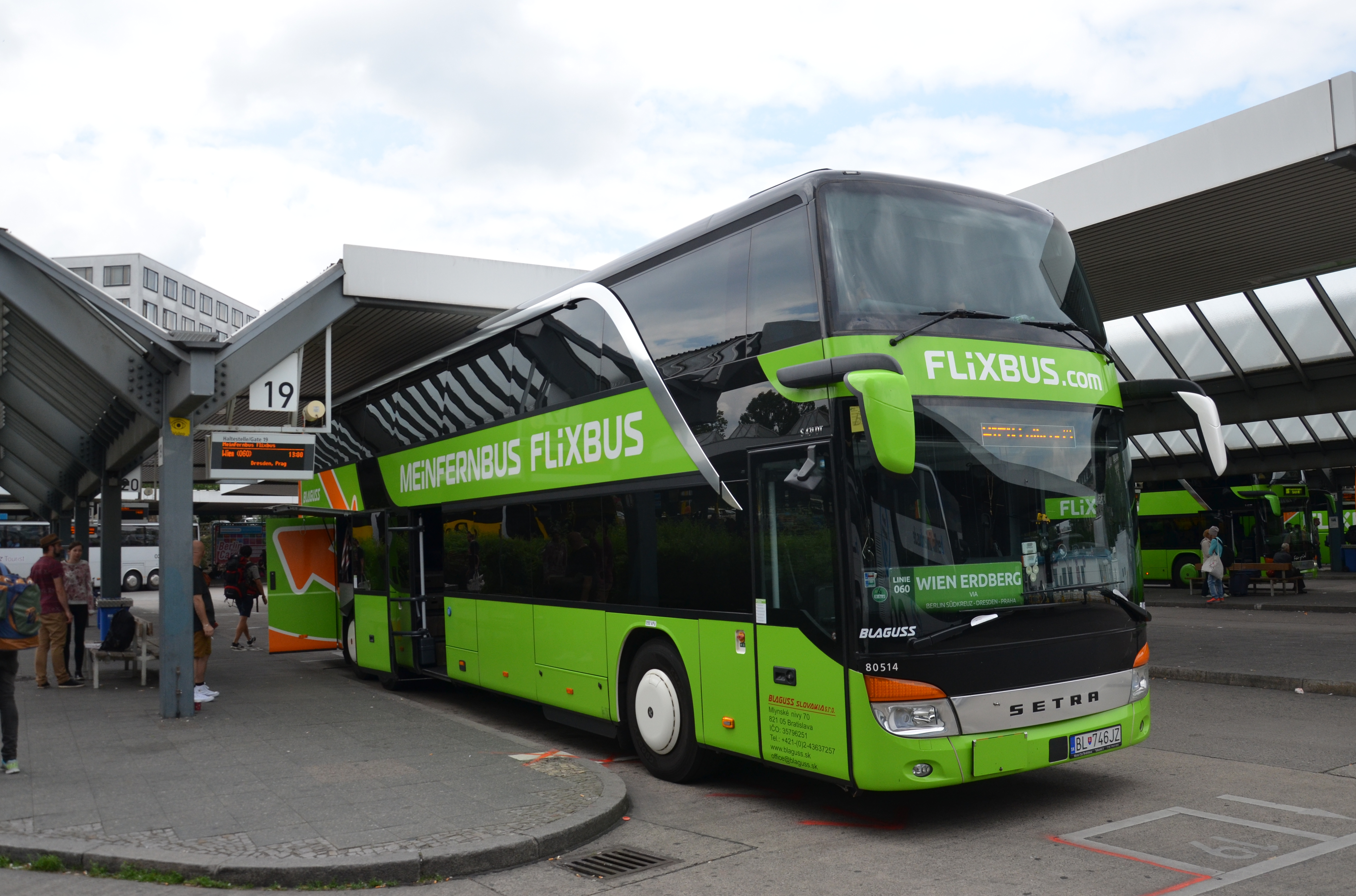
Flixbus am ZOB in Berlin

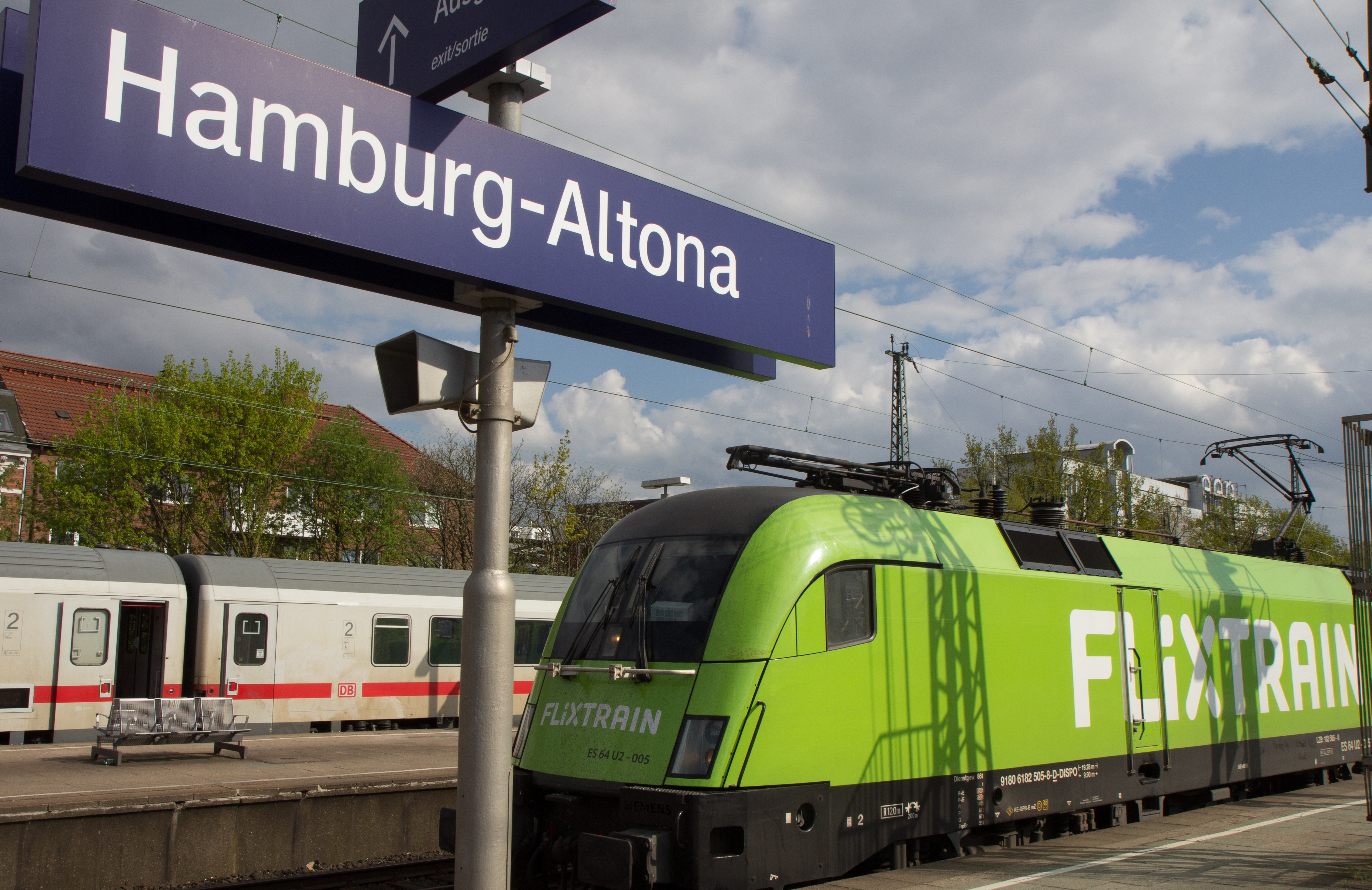
Flixtrain in Hamburg-Altona (April 2018)

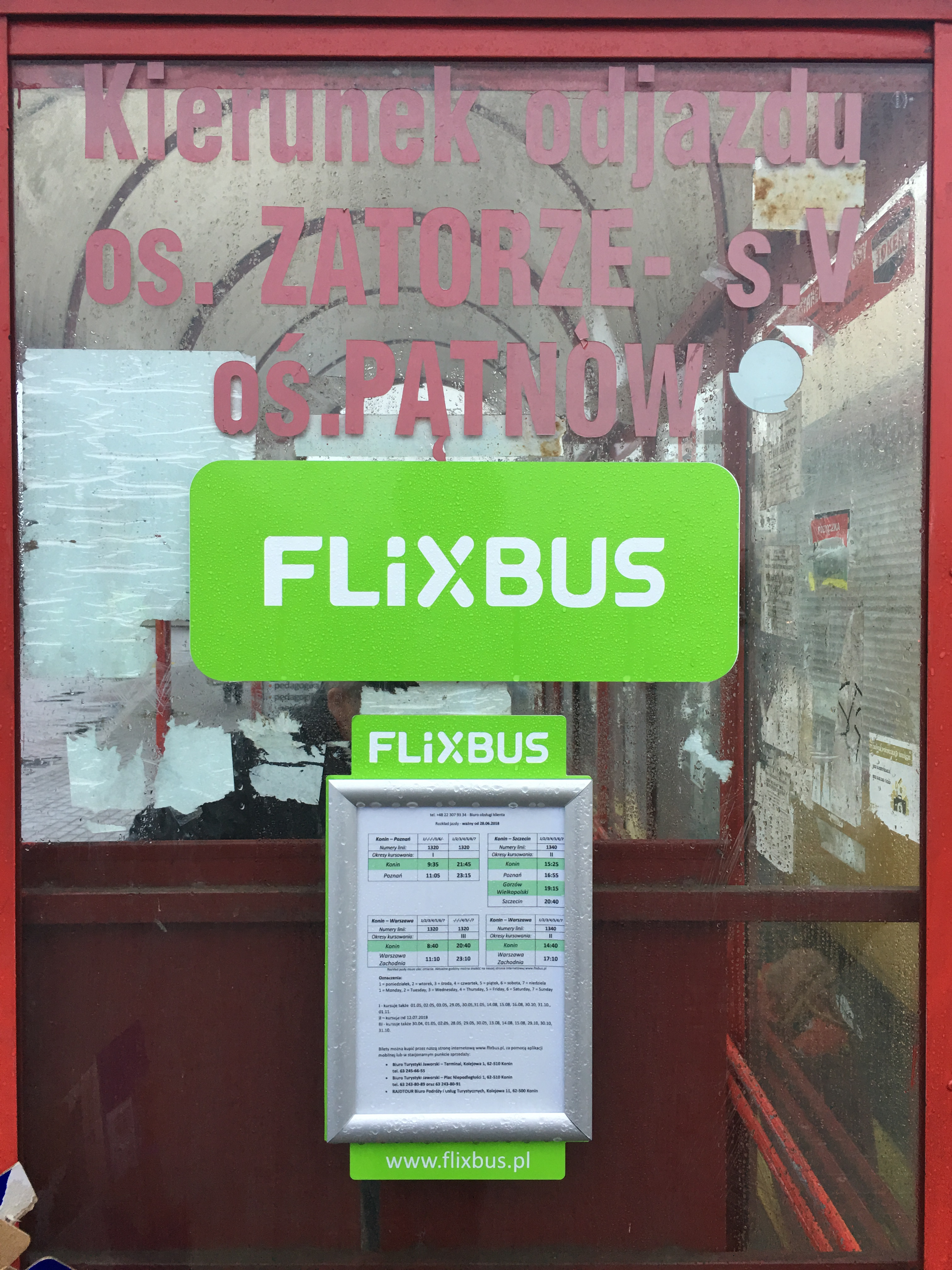
FlixBus-Fahrplan in Konin (Polen)

Die Flix SE (vormals Flixmobility GmbH) mit Sitz in München ist ein 2012 gegründetes Verkehrsunternehmen. Es tritt unter den Marken FlixBus, Greyhound Lines (in den USA) und Kâmil Koç (in der Türkei) im Fernbusverkehr auf. Neben Busreisen werden seit März 2018 durch die Tochter FlixTrain auch Bahnreisen angeboten.

## Geschichte

### Gründung und Markteintritt
Mit den Liberalisierungsplänen des Fernbusverkehrs in Deutschland planten Daniel Krauss, Jochen Engert und André Schwämmlein ab 2009 ein Start-up-Unternehmen für den Fernbusmarkt. 2012 wurde das Unternehmen unter dem Namen Gobus (Eigenschreibweise: GoBus) gegründet und Anfang 2013 in Flixbus umbenannt. Flixbus begann im Februar 2013 im Rahmen der Fernbusmarktliberalisierung und einer Novellierung des Personenbeförderungsgesetzes mit vier täglichen Linien durch Süddeutschland.

### Fusion, Übernahmen, Konsolidierung und Marktbeherrschung
Im Januar 2015 kündigten Flixbus und MeinFernbus an, zu fusionieren, ihre Liniennetze zusammenzufügen und zusätzliche Linien ins Ausland anzubieten. MeinFernbus hatte 2014 7,2 Millionen Fahrgäste befördert, Flixbus 3,5 Millionen. 2015 sind 20 Millionen Passagiere europaweit mit MeinFernbus Flixbus gereist. MeinFernbus Flixbus war mit einem Marktanteil von 71 % (gemessen an den gefahrenen Kilometern) der Marktführer auf dem deutschen Fernbusmarkt.
Im März 2016 firmierte das Unternehmen Flixbus in Flixmobility um, wenig später wurde der überwiegend im deutschen Raum verwendete Markenname „MeinFernbus FlixBus“ eingestellt.
Im Juni 2016 kaufte das Unternehmen das Geschäft von Megabus in Kontinentaleuropa auf; im November desselben Jahres übernahm Flixbus das Konkurrenzunternehmen Postbus. Damit kam Flixbus im Jahr 2016 auf über 80 Prozent Marktanteil in Deutschland. Ein Jahr später stieg dieser auf über 90 % an.
Übernommene Unternehmen und Unternehmensteile:
- 2015: Liinita, ein deutsches Start-up mit Technologie für Group-Mobility und Routenoptimierung[22]
- 2016: Megabus von der Stagecoach Group in Kontinentaleuropa[18]
- 2016: Postbus von der Deutschen Post[19]
- 2017: Hellö von den Österreichischen Bundesbahnen
- 2018: Swebus von Swebus Express AB (Schweden)[23]
- 2018: Polskibus.com
- 2019: Eurolines von der Transdev Group[24]
- 2019: Kâmil Koç (Busreise-Marktführer in der Türkei) von der Actera Group.[25]
- 2021: Greyhound Lines (Fernbusmarktführer in den USA) von FirstGroup[26]

### Umfirmierung
Im Februar 2022 gab Flixmobility eine Umfirmierung und Neuaufstellung der Geschäftsführung bekannt. FlixMobility GmbH wurde in eine SE umgewandelt. Im März 2022 wurde die Flixmobility GmbH aus dem Handelsregister gelöscht und die Flixmobility AG eingetragen. Am 7. April 2022 wurde die Flixmobility AG in die Flixmobility SE umfirmiert. Mit Zustimmung der Hauptversammlung wurde die Gesellschaft am 13. April 2022 in Flix SE umbenannt. Weiter wurde die Dachmarke Flixmobility in Flix geändert. Der Vorstand besteht aus André Schwämmlein, Daniel Krauss und Jean Christoph Debus. Aufsichtsratsvorsitzender ist Achim Berg, der Mitgründer Jochen Engert wechselte in den Aufsichtsrat.

## Unternehmen

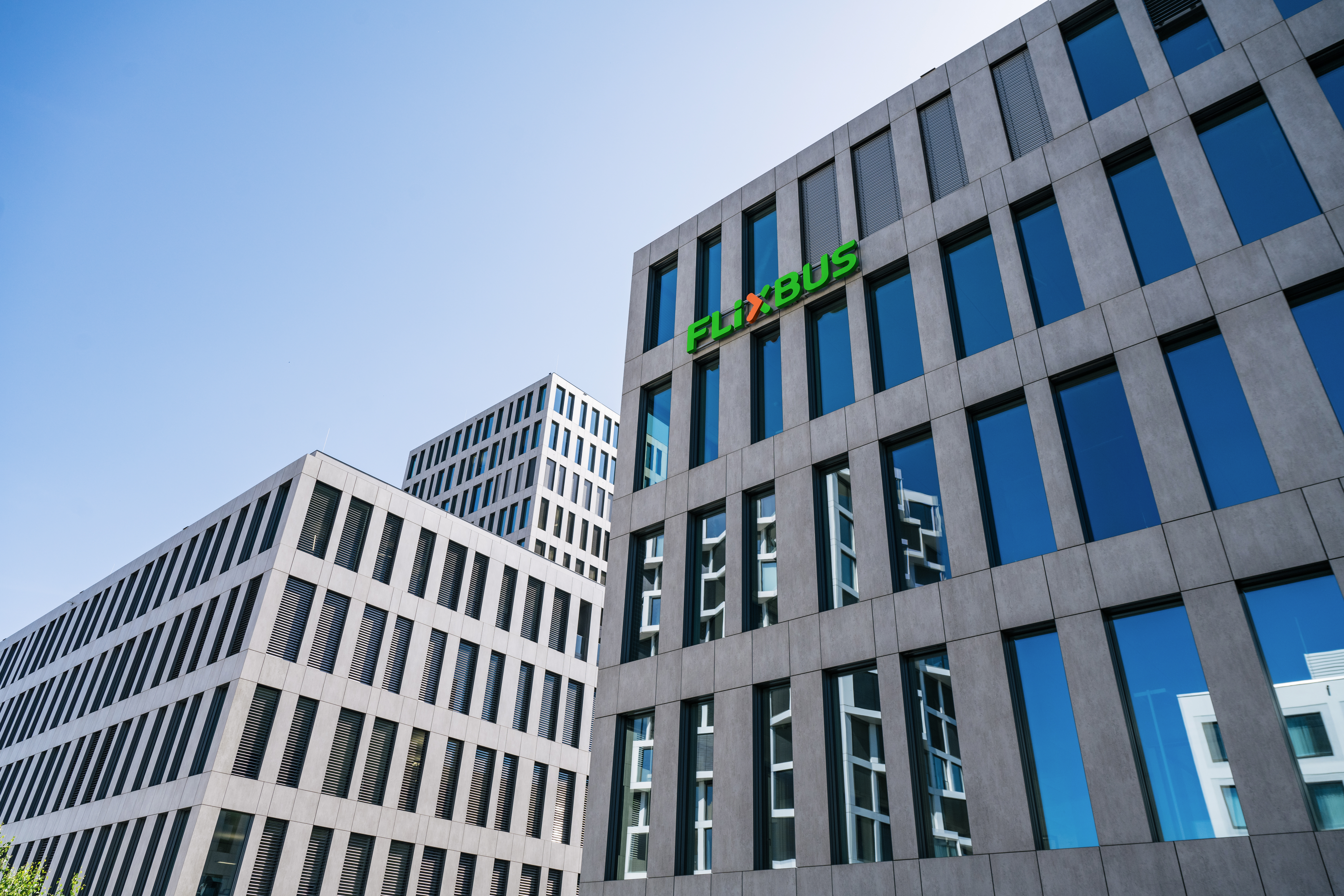
Flix-SE-Hauptverwaltung in München

### Anteilseigner und Investoren
Im September 2013 gaben der Automobilhersteller Daimler über Daimler Mobility Services, das Zentrum für Gründung und Innovation der Technischen Universität München UnternehmerTUM und HV Capital (ehemals Holtzbrinck Ventures) ihren Einstieg als Investoren bei dem Unternehmen bekannt. Die Mehrheitsanteile von Flixbus verblieben bei den drei Unternehmensgründern Daniel Krauss, André Schwämmlein und Jochen Engert. Im Januar 2015 unterstützte die US-amerikanische Beteiligungsgesellschaft General Atlantic den Zusammenschluss von MeinFernbus und Flixbus durch ein Investment. Im Dezember 2016 investierte zusätzlich die US-amerikanische Beteiligungsgesellschaft Silver Lake in das Unternehmen, um das weitere Wachstum zu finanzieren. Mit dieser Finanzierungsrunde soll Flixbus zum Unicorn aufgestiegen sein, also zu einem Start-up mit einer Bewertung über 1 Milliarde Dollar.
Im Juli 2019 wurde eine weitere Finanzierungsrunde in Höhe von rund 500 Millionen Euro bekannt. Demnach beteiligte sich Holtzbrinck Ventures erneut an Flixmobility. Als neue Investoren kamen Permira und TCV dazu. Im Juni 2021 wurde bekannt, dass das Unternehmen in einer weiteren Finanzierungsrunde 650 Millionen Dollar einsammeln konnte, wodurch sich der Unternehmenswert auf mehr als 3 Milliarden Dollar erhöhte. Neben den bestehenden Investoren General Atlantic, Silver Lake, Blackrock und Permira kam Canyon Partners hinzu.
Anfang Juli 2024 gab Flix bekannt, dass die in der Schweiz ansässige Kühne Holding AG des Logistikunternehmers Klaus-Michael Kühne und der schwedische Finanzinvestor EQT Future zusammen 35 Prozent der Anteile an Flix SE übernehmen. Am Investment von EQT Future bei Flix sind
mehrere Co-Investoren beteiligt, darunter mit einem niedrigen zweistelligen Millionenbetrag auch die Porsche SE. Die übernommenen Anteile stammen aus einer Kapitalerhöhung und von bestehenden Investoren. Die Transaktion soll bis zum Jahresende 2024 abgeschlossen sein. Damit ist ein geplanter Börsengang von Flix nicht mehr aktuell.

### Logos
Flixmobility überarbeitete über die Jahre das Corporate Design und Logos der eigenen Marken. Durch die Fusionierung mit MeinFernbus wurde die Unternehmensfarbe Blau in Grün umgewandelt. In der Türkei arbeitet FlixBus weiterhin als Kâmil Koç.

Flixbus – bis 2015
MeinFernbus.de
MeinFernbus Flixbus – 2015–2016
Flixbus International – 2015–2016
FlixBus – seit 2016
Flixbus MeinFernbus – seit 2016; bis meinfernbus.de eingestellt worden ist
Flixtrain
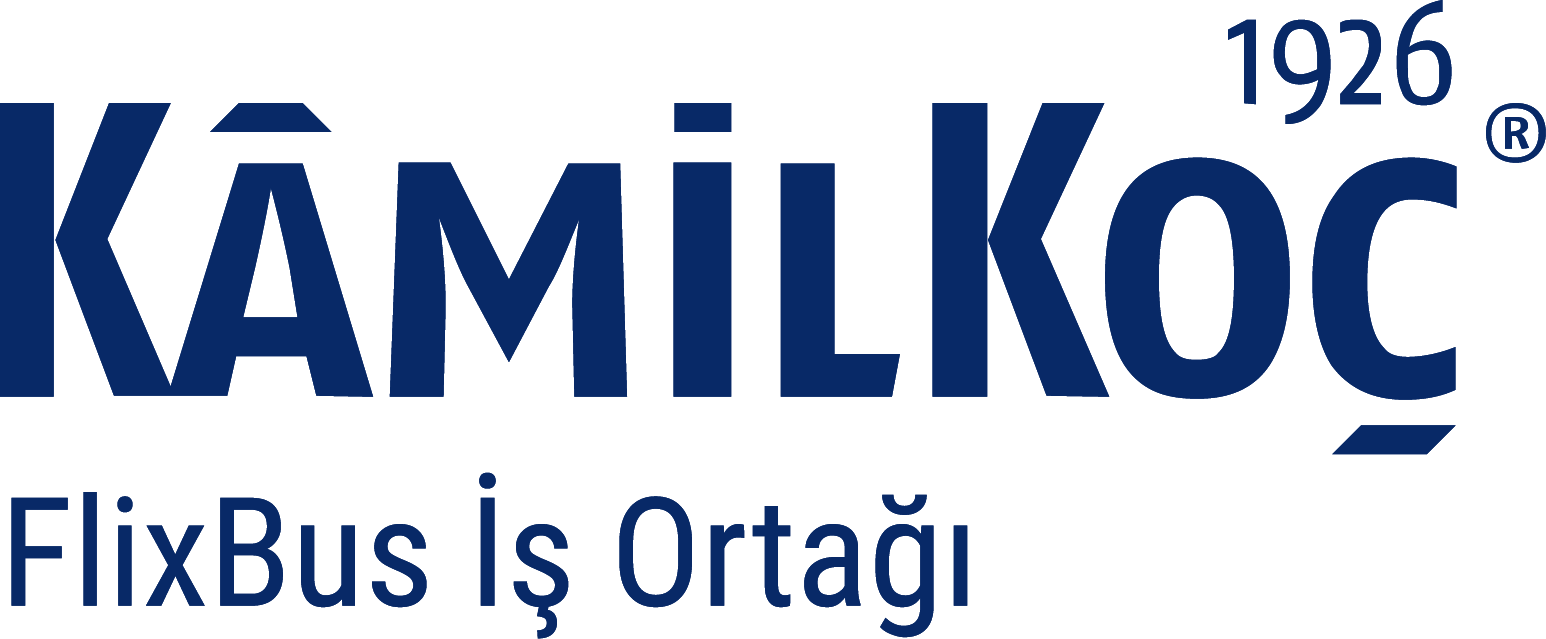
Kâmil Koç, Flixbus Türkei
Flixmobility – bis April 2022

### Elektroantrieb und Ökologie

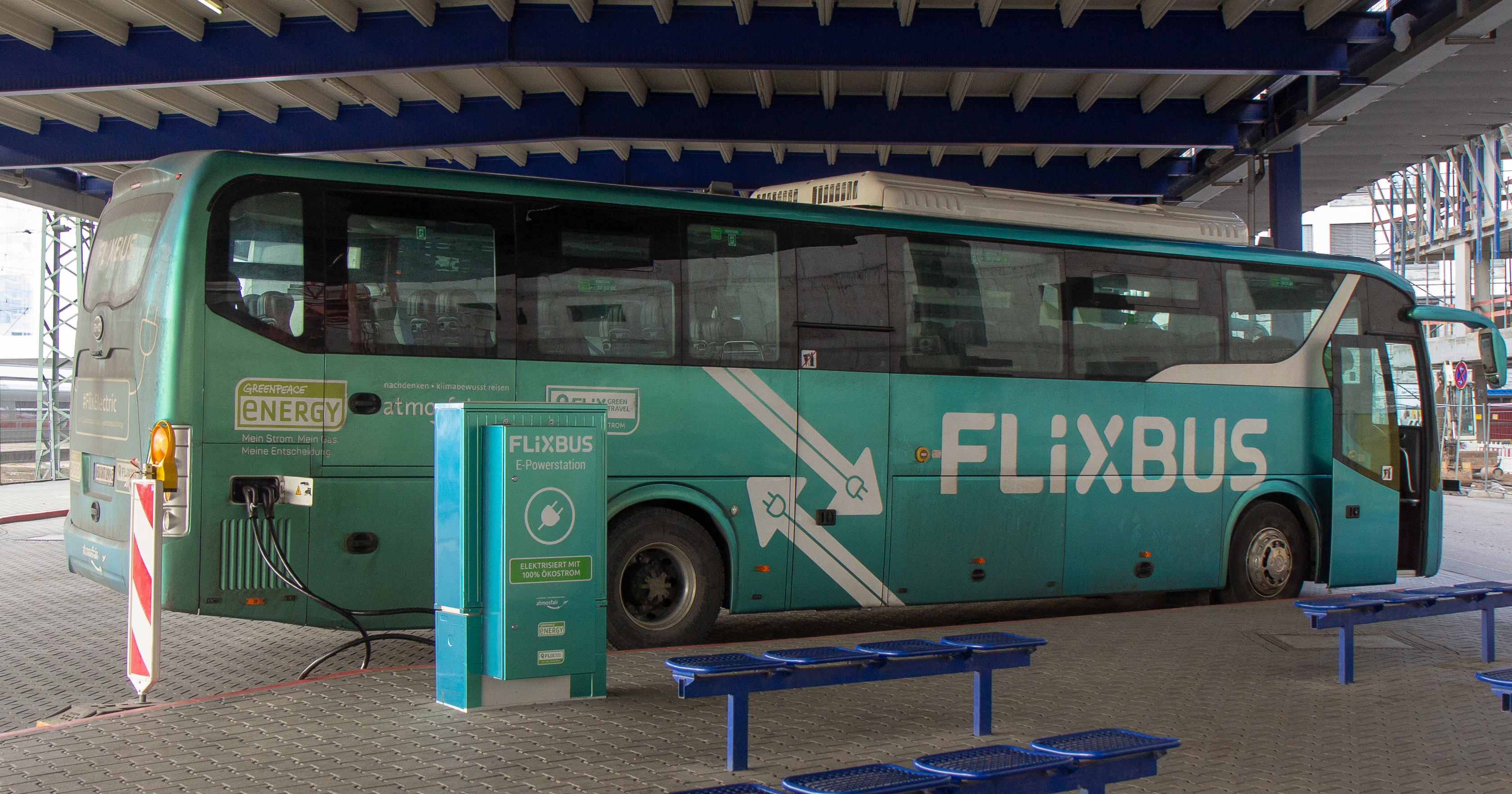
Inzwischen ausgemusterter E-Bus (BYD C9) und Ladestation der Verbindung Mannheim-Frankfurt

Die weltweit erste rein elektrisch betriebene Fernbus-Linie wurde im April 2018 auf der 150 Kilometer langen Strecke Paris–Amiens gestartet. Dazu wurden vom Betreiber der Verbindung B.E. Green, Tochtergesellschaft des Buskonzerns Dominique, zwei Elektrobusse ICe12 des chinesischen Herstellers Yutong beschafft. Die Fahrzeuge sind mit je rund 400.000 Euro etwa 30 % teurer als herkömmliche Busse. Der Bus ist 12 Meter lang, fasst 49 Passagiere, erreicht bis zu 100 km/h und hat keine Bordtoilette. Die zehn eingebauten Lithium-Ionen-Batteriepakete haben eine Gesamtkapazität von rund 250 kWh und ermöglichen 200 Kilometer Reichweite; ihre Ladezeit beträgt knapp vier Stunden. In Amiens wurde eine Ladestation errichtet, in Paris wird eine bestehende Station mitgenutzt.
Im Oktober 2018 wurde in Deutschland ein vollelektrischer Fernbus BYD C9 mit zwölf Meter Länge und 90 km/h Höchstgeschwindigkeit auf der Strecke Mannheim–Frankfurt (90 km) in Betrieb genommen. Der Betrieb wurde im Dezember 2019 wieder eingestellt, weil die Lithium-Eisenphosphat-Batterie häufig Ausfälle verursachte. Flixmobility plante Versuche mit anderen alternativen Antriebstechniken spätestens 2021.[veraltet] Geladen wurde je Fahrzeug ein- bis zweimal täglich und über Nacht am ZOB Mannheim und in Frankfurt an einer temporären Ladestation mit zwei Steckern mit je 40 kW, also insgesamt 80 kW.
Von 2019 bis 2023 wurden auch die Flixtrain-Züge mit Strom-Zertifikaten von Green Planet Energy (vormals Greenpeace Energy) betrieben.
Im Januar 2023 wurde bekannt, dass Flix zusammen mit Daimler Truck und deren Geschäftsbereich Daimler Buses, dem Karlsruher Institut für Technologie (KIT), die Universität Mannheim und die Rheinland-Pfälzische Technische Universität Kaiserslautern-Landau eine Projektbeteiligung eingegangen ist zur Entwicklung eines vollelektrischen Antriebs für Fernbusse. Unterstützt wird das vom Bundesministerium für Wirtschaft und Klimaschutz, Ziel ist die Fertigstellung bis zum Jahr 2026.

## Aktivitäten

Destinationen von Flixbus

### Flixbus
Beschreibung

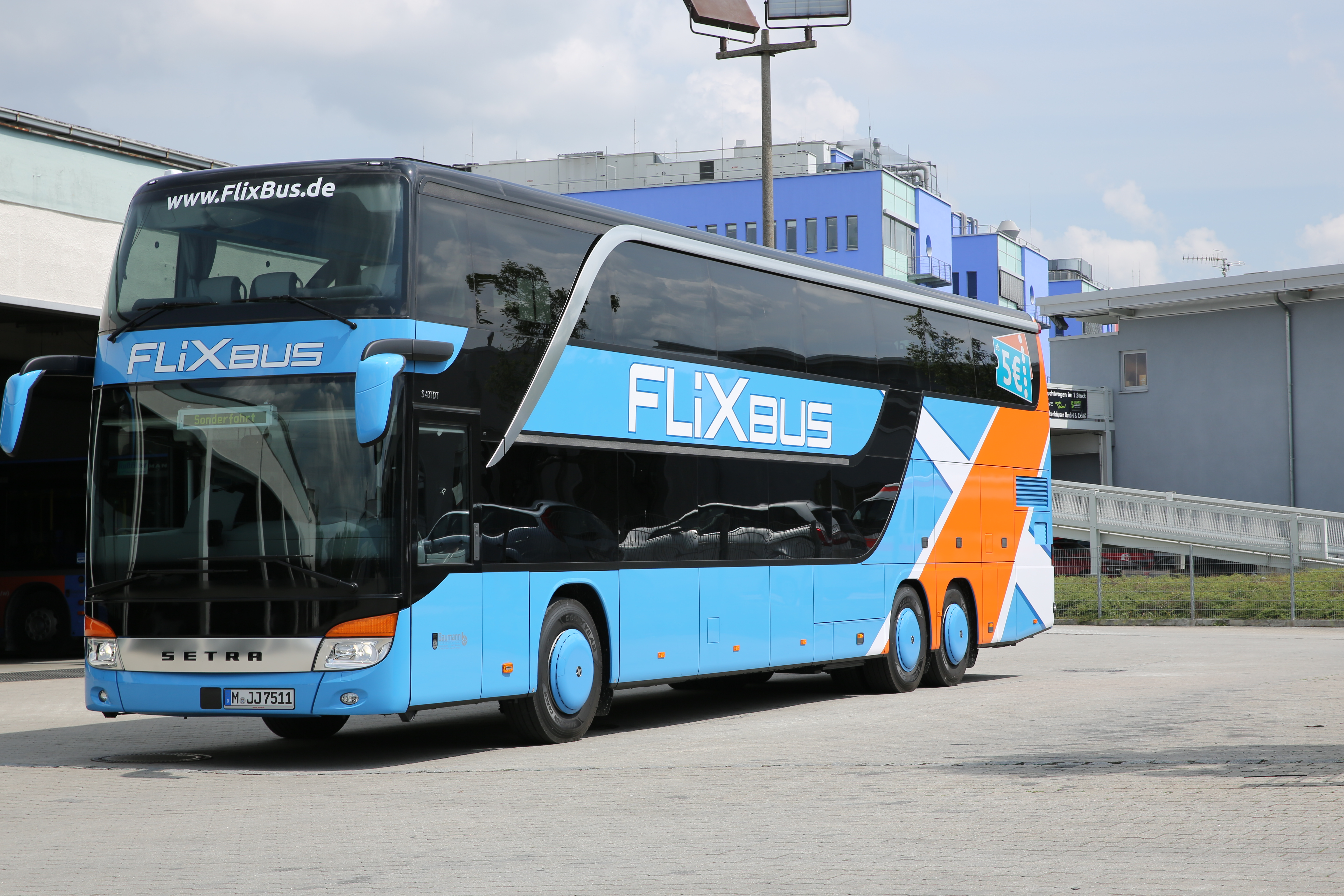
Doppeldeckerbus von Flixbus (2014)

Durch eine Reform des bundesdeutschen Personenbeförderungsgesetzes und den damit einhergehenden Wegfall des Wettbewerbsschutzes für das Personenfernverkehrsangebot der Eisenbahn haben Unternehmen seit dem 1. Januar 2013 die Möglichkeit, Linienverkehr mit Fernbussen anzubieten. Flixbus bildet ein Markendach sowohl für Linien anderer Busunternehmen als auch für eigene Fernbuslinien.
Flixbus verbindet dabei Groß- und Mittelstädte über täglichen Linienverkehr mit einem flächendeckenden Liniennetz. Flixmobility wirbt für die Marke mit komfortablen Bussen inklusive Bord-WC, dem Verkauf von Snacks und Getränken und kostenlosem WLAN. Flixbus-Tickets werden primär über die eigene Onlineplattform sowie über Reisebüros vertrieben und in einzelnen Städten auch in eigenen Flixbus-Stores, bevorzugt an Busbahnhöfen. 2013 brachte Flixbus als erster Anbieter am deutschen Markt eine eigene Mobile App heraus. Diese ermöglicht die Buchung über mobile Endgeräte und informiert über Verspätungen, die Lage der Haltestellen und die nächsten Abfahrtszeiten.
Die Fahrtabwicklung erfolgt dabei durch lokale mittelständische Busunternehmen. Einige Strecken werden über ein dem Codesharing vergleichbares Verfahren von anderen Anbietern ins eigene Buchungssystem übernommen. Flixmobility betreibt unter den Marken Flixbus und Kâmil Koç (in der Türkei) rund 1000 Busse; diese sind Eigentum von rund 250 mittelständischen Partnerbetrieben, davon 150 in Deutschland. Flixmobility selbst entwickelt das Netz, organisiert den Betrieb und wickelt die Buchungen ab. Im Juli 2014 schnitt Flixbus bei der Stiftung Warentest von neun Fernbus-Anbietern mit der Note 1,8 am besten ab.
Entwicklung des Linienverkehrs
Der Linienbetrieb begann am 13. Februar 2013 mit täglich mehreren Direktverbindungen zwischen München, Nürnberg und Erlangen. Im Laufe des Jahres 2013 wurde das Liniennetz auf ganz Deutschland und das angrenzende Ausland erweitert. Seit Sommer 2014 führen mehrere Linien u. a. nach Wien und Basel. 2016 bietet Flixbus rund 60 eigene Fernbuslinien und tägliche Direktverbindungen in 110 deutsche Städte und rund 30 Ziele im europäischen Ausland an.
Bis zum Geschäftsjahr 2019 stiegen die Verbindungen auf 2500 Ziele in 30 Ländern und es wurden 62 Millionen Kunden in Fernbussen, Zugverbindungen und Mitfahrdiensten transportiert.
In Kooperation mit dem österreichischen Unternehmen Westbahn von Salzburg nach Wien sind seit 2013 neun Ziele in Ober- und Niederösterreich per Zug erreichbar. Mit der Fährreederei TT-Line bietet Flixbus seit April 2014 auch verkehrsmittelübergreifende Verbindungen nach Malmö und Trelleborg. Seit Oktober 2014 verbindet Flixbus täglich sowohl Zürich als auch Groningen, Enschede und Amsterdam mit deutschen Zielen. Seit Oktober 2014 werden die Flixbus-Linien auch im Routenplaner von Google Maps angezeigt.
Im Mai 2015 kündigte Flixbus den Markteintritt in Frankreich an. Nach der Marktliberalisierung im Rahmen der Gesetzesreform Loi Macron – benannt nach dem damaligen Wirtschaftsminister Emmanuel Macron – verbindet Flixmobility die 30 größten Städte Frankreichs seit 2016. Im Juli 2015 gab die neu gegründete Ländergesellschaft Flixbus Italia am zusätzlichen Standort Mailand die Pläne für ein nationales Netz in Italien bekannt.
Anfang März 2019 begannen Verhandlungen mit dem französischen Konkurrent Transdev, der als drittgrößter Betreiber Frankreichs die Fernbusaktivitäten Isilines/Eurolines an Flixbus zu verkaufen erwog. Anfang Mai 2019 einigte man sich mit der Transdev-Gruppe auf die Übernahme von Eurolines und der vor allem in Frankreich verbreiteten Marke Isilines. Eurolines ist in 25 Ländern aktiv – neben Frankreich unter anderem in den Niederlanden, Belgien, Tschechien und Spanien. Im Jahr zuvor transportierte die Busgesellschaft rund 2½ Millionen Menschen.
Im November 2015 kündigte Flixbus die Gründung seiner dritten Landesgesellschaft in den Niederlanden an. Die Inlandslinien seien hierbei ohne Umstieg schneller als der staatliche Schienenverkehr Nederlandse Spoorwegen. Damit wurde Flixbus in den Niederlanden erster Fernbusanbieter mit einem nationalen Netz. Ende 2015 kam eine Landesgesellschaft hinzu, um u. a. mit dem Partner Blaguss Kroatien, die Slowakei und Ungarn anzubinden. Ende März 2016 starteten Linien nach Großbritannien (London) und Spanien (Barcelona). Seit Mai 2016 kooperiert Flixmobility mit dem polnischen Fernbusbetreiber PolskiBus. Polskibus operiert ab Mitte 2018 als Betreiber von Flixbus-Linien und Flixmobility übernimmt Vermarktung und Vertrieb. Das Unternehmen Polskibus bleibt eigenständig, seine Fahrzeuge fahren im Design der Marke Flixbus.
Ab Mai 2018 ließ Flixbus Fahrten in die USA von lokalen Busunternehmen durchführen. Flixbus ließ sie zwischen den 27 größten Städten des Südwestens umherfahren. Die Werbung, der Vertrieb und das Buchungssystem kamen von Flixmobility. Bis Oktober 2021 hatte Flixmobility das Netz auf Städte im Südwesten, Süden, Nordosten und pazifischen Nordwesten ausgeweitet.
In den USA kaufte Flixmobility der FirstGroup im Oktober 2021 den größten US-amerikanischen Fernbusmarktführer Greyhound Lines ab. Greyhound fuhr zu diesem Zeitpunkt 2400 Ziele in Nordamerika an und befördert fast 16 Millionen Fahrgäste jährlich. Nach der Übernahme von Greyhound Lines ist Megabus (Coach USA, ehemals Stagecoach Group) der verbliebene Konkurrent in den USA. Seit Dezember 2021 bietet Flixbus auch erste Verbindungen in Brasilien an; in Kooperation mit einem lokalen Partner verbinden die neuen Linien mehrmals täglich die Stadt São Paulo jeweils mit Rio de Janeiro und Belo Horizonte.
Mitte August 2019 wurde bekannt gegeben, dass Flixmobility den türkischen Fernbusanbieter Kâmil Koç von der Actera Group übernimmt. Kâmil Koç fährt 61 Städte in der gesamten Türkei an und beförderte 2018 mehr als 20 Millionen Passagiere. Des Weiteren agiert Flixmobility in der Türkei nicht als Flixbus, sondern heißt weiterhin Kâmil Koç. Durch das Liniennetz von Kâmil Koç ist Flixbus auch in Asien unterwegs.

### Flixtrain

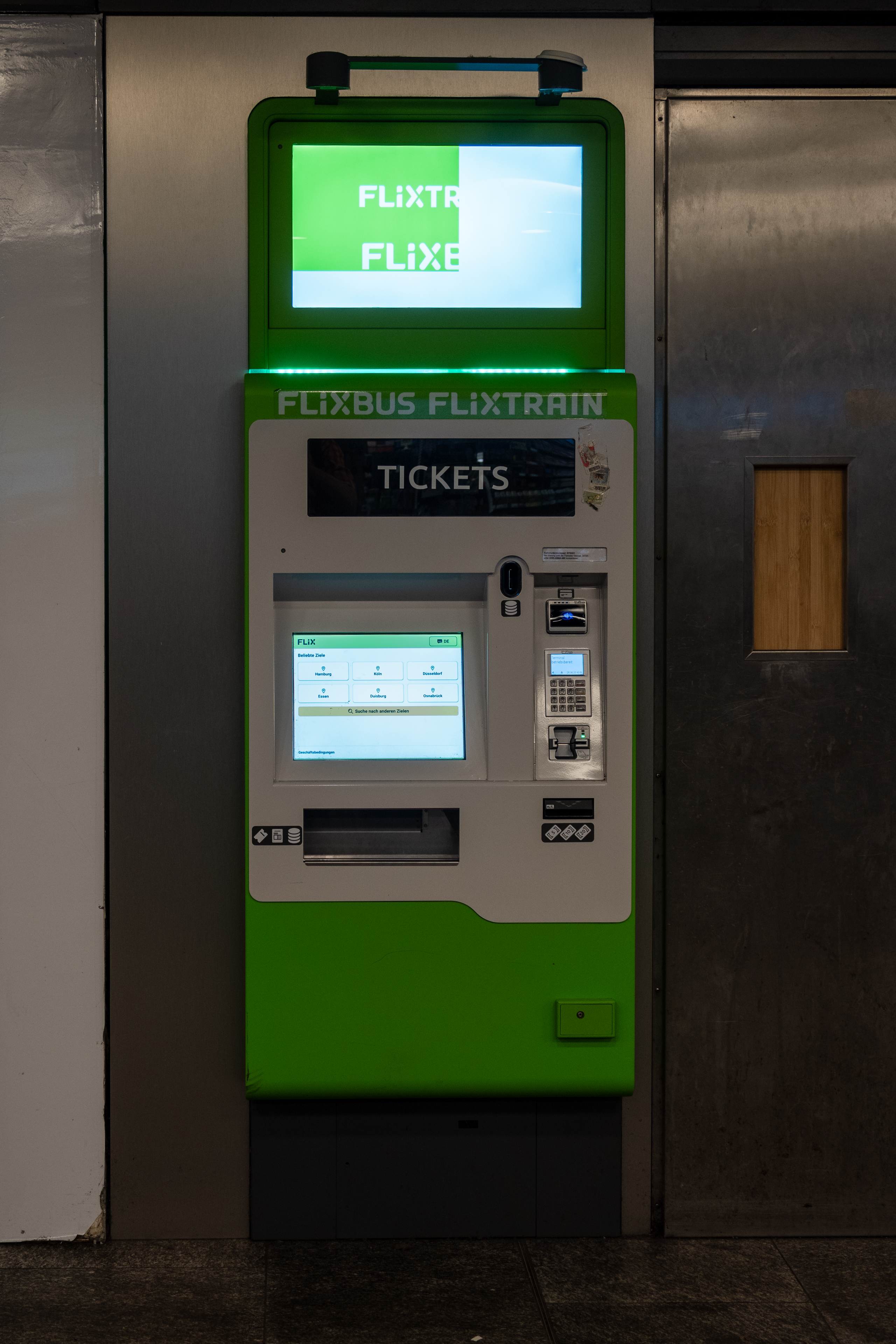
Flixbus-/Flixtrain-Ticketautomat in Bremen Hbf

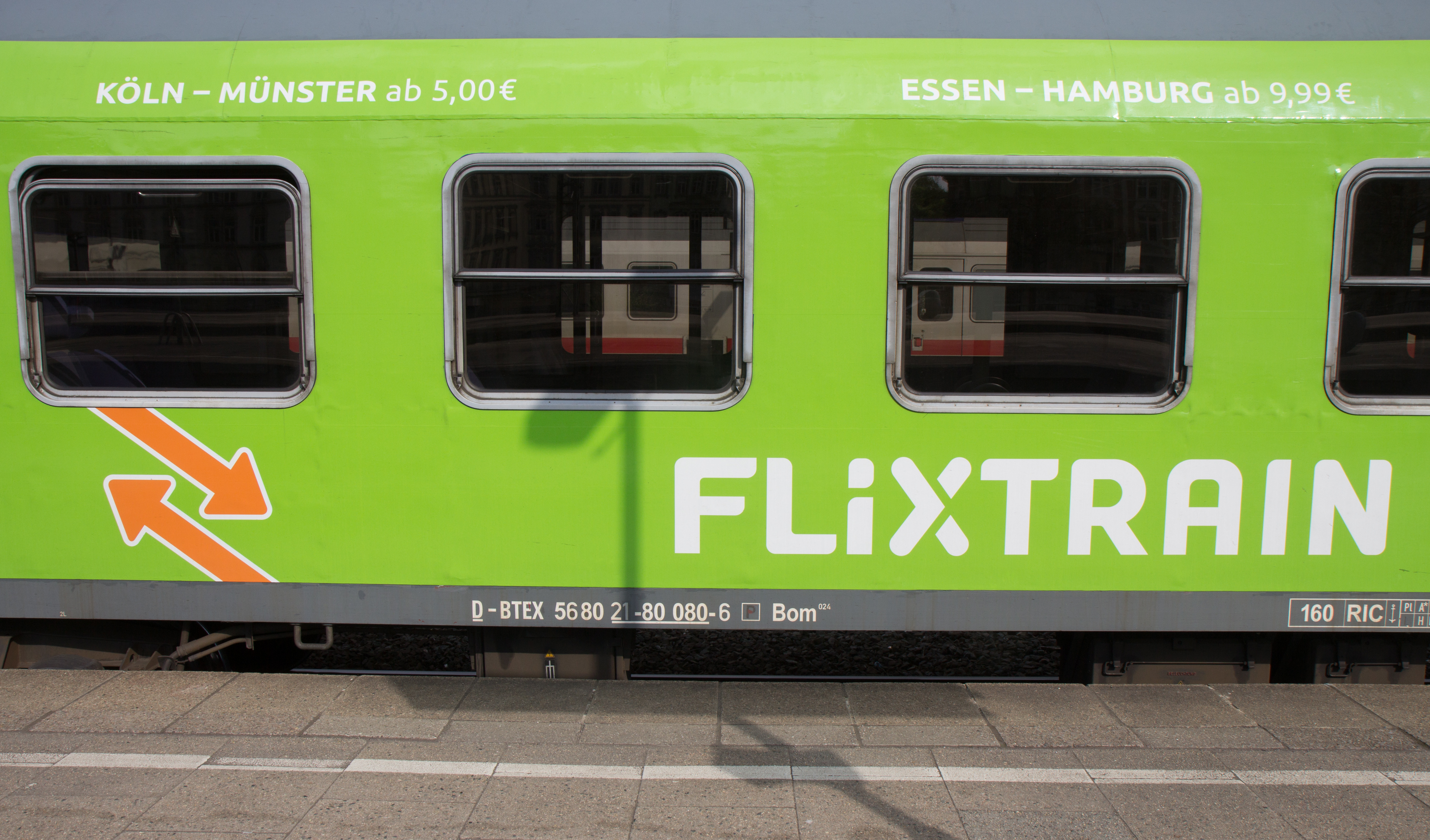
Flixtrain (April 2018)

Im August 2017 erhielt die eigens gegründete Tochtergesellschaft Flixtrain eine Lizenz als Eisenbahnverkehrsunternehmen. Zur selben Zeit übernahm das Unternehmen Leo Express die Trassenrechte der insolventen Locomore und nahm die Verbindung Berlin–Stuttgart wieder auf. Seit dem 23. März 2018 bietet Flixtrain zudem die Verbindung Hamburg–Köln an, die bislang unter dem Namen Hamburg-Köln-Express (HKX) betrieben wurde. Betreiber dieser Verbindung ist das Unternehmen Bahntouristikexpress. Seit April 2018 werden die früheren Linien Locomore und HKX unter der Marke Flixtrain vermarktet. Flix übernimmt, analog zum Fernbusverkehr, unter der Marke Flixtrain die Vermarktung und das Preismanagement. Auch bietet Flixtrain Tickets für einen Nachtzug mit Schlaf-, Liege- und Sitzwagen von Lörrach über Freiburg und Hannover nach Hamburg an. 2018 hat das Unternehmen rund 750.000 Fahrkarten verkauft, die durchschnittliche Auslastung habe bei rund 70 % gelegen.
Im Februar 2019 kündigte Flixmobility den Ausbau des Zugangebotes zwischen Hamburg und Köln von zwei auf drei Zugpaare pro Tag an. Am 23. Mai 2019 wurde die Verbindung zwischen Berlin und Köln aufgenommen. Derzeit ist die Flixtrain im Fernverkehr, abgesehen von ausländischen Bahngesellschaften, der einzige Konkurrent der Deutschen Bahn.
In Österreich vermarktet Flixtrain Tickets für die zwischen Wien und Salzburg verkehrende Westbahn. Im Juni 2019 beantragte das Unternehmen bei der französischen Bahnaufsichtsbehörde Arafer im Zuge der Marktliberalisierung ab 2021 Trassenrechte für fünf Linien auf den Strecken Paris-Nord–Brüssel-Nord, Paris-Bercy–Lyon-Perrache, Paris-Bercy–Nizza (Nachtzug), Paris-Bercy–Toulouse-Matabiau, sowie Paris-Austerlitz–Bordeaux-Saint-Jean.

### Flixcar
Seit Dezember 2019 bietet Flix mit dem Anbieter Flixcar eine Mitfahrzentrale in Frankreich an. Mit Flixcar wollte das Unternehmen den Konkurrenten BlaBlaCar angreifen. Durch die COVID-19-Pandemie wurden die Expansionspläne für Flixcar gestoppt.

## Kritik

### Druck auf Subunternehmer
2016 wurde Flixbus in Deutschland vorgeworfen, eine aggressive Preispolitik auf dem Rücken seiner Subunternehmer und deren Beschäftigten zu betreiben. Aufgrund der niedrigen Bezahlung würde der Druck auf die Subunternehmer steigen, die infolgedessen aus dem Markt gedrängt würden oder die Wartung der Fahrzeuge nicht mehr gewährleisten könnten. Dadurch sei die Sicherheit der Passagiere gefährdet. Laut Untersuchungen des Landesministeriums für Arbeit und Soziales in Nordrhein-Westfalen gebe es „einige ‚schwarze Schafe‘“ im Bereich der Subunternehmer. Bei einem Großteil der Betriebe sei die Mängelquote jedoch gering und Lenk- und Ruhezeiten würden überwiegend eingehalten.

### Lohndumping in der Schweiz
In der Schweiz, einem Markt mit weniger liberalen Bestimmungen für den Busverkehr, erzeugte der Markteintritt von Flixbus 2016 Verstimmungen: Flixbus verstoße dabei gegen Schweizer Bestimmungen, die die Beförderung von Fahrgästen auf innerschweizerischen Strecken untersagt (Verbot der Kabotage); Flixbus entgegnet, man dürfe keine Fahrgäste gegen ihren Willen zurückhalten, wenn sie schon vor der Grenze aussteigen wollen. Die schweizerische Gewerkschaft des Verkehrspersonals SEV warf Flixbus zudem Ende 2016 Sozial- und Lohndumping vor: So werde die Schweiz mit ausländischen Chauffeuren durchquert, deren Lohnniveau nur halb so hoch sei wie in der Schweiz.

### Monopol
Im Jahr 2017 hielt Flixbus einen Marktanteil von über 93 % im deutschen Fernbusmarkt und hält damit in seinem Tätigkeitsbereich zunehmend eine Monopolstellung. Die Umsätze waren bei den bisherigen Übernahmen von Mitbewerbern unterhalb der kartellrechtlichen Meldeschwelle, und unterlagen somit nicht der Kontrolle der Kartellbehörden. Die herangezogenen Umsätze waren dadurch niedrig, dass Flixbus rechtlich gesehen nur als Vermittler fungiert und die Beförderungsleistung im engeren Sinne nicht als Umsatz betrachtet wurde. Dies könne laut Verbraucherschützern zu steigenden Preisen oder einem reduzierten Angebot für Konsumenten führen. Wettbewerbsexpertin und Mitglied der Monopolkommission Angelika Westerwelle hingegen vertritt die Auffassung, dass der Wettbewerb durch Konkurrenz mit anderen Verkehrsmitteln bestehen bleibe und darüber hinaus durch die niedrigen Eintrittsbarrieren keine negativen Auswirkungen einer Marktbeherrschung zu erwarten seien.

### Unzulässige AGB
2019 verlor Flixbus vor dem Handelsgericht Wien einen vom Verein für Konsumenteninformation angestrengten Prozess wegen 30 unzulässiger Klauseln in seinen Beförderungsbedingungen.